# Perth
Perth [[pɜːθ] ⓘ] ist die Hauptstadt und mit Abstand größte Stadt des australischen Bundesstaates Western Australia. Die Stadt befindet sich im Südwesten des australischen Kontinents und liegt an der Mündung des Swan River im südlichen Indischen Ozean, weit entfernt von anderen größeren Städten.
Perth ist bekannt für seine hohe Lebensqualität. Das Globalization and World Cities Research Network stuft die Stadt als Beta-Weltstadt ein (Stand 2020) und sie ist auch ein globales Zentrum der Bergbau- und Erdölindustrie.

## Geschichte
Die europäische Pioniergeschichte in Westaustralien begann bereits im 17. Jahrhundert. Damals erforschten niederländische Seeleute die australische Westküste – auch im Bereich des heutigen Stadtgebietes von Perth.:32 Im Zuge dieser Erkundungsfahrten wurde jedoch lediglich die Küstenlinie kartiert. Zur Gründung einer Siedlung kam es damals noch nicht.
Der erste europäische Besucher der Gegend rund um die Mündung des Swan River war wahrscheinlich am 19. Juli 1619 Frederick de Houtman.:32 Weitere niederländische Besuche folgten. Am 28. April 1656 lief die Vergulde Draeck auf ihrem Weg nach Batavia auf ein Korallenriff 107 Kilometer nördlich des Swan River in der Nähe des heutigen Ortes Ledge Point. Französische Besuche in der Region begannen 1801.
Perth wurde am 12. August 1829 am Swan River nahe dessen Mündung in den Indischen Ozean von Captain James Stirling mit dem Ziel gegründet, die Franzosen von der Besiedlung des australischen Westens abzuhalten. Die Siedlung erhielt zunächst den Namen Swan River Colony. Die offizielle Gründung von Perth fand im Jahr 1856 statt. Die Stadt wurde auf Wunsch des britischen Kriegs- und Kolonialministers Sir George Murray nach seiner Geburtsstadt Perth in Schottland benannt.

## Geographie und Stadtstruktur
Perth ist eine der isoliertesten Großstädte der Welt. Die nächstgelegene größere Stadt, Adelaide, liegt 2136 km entfernt, und die zweitnächste, Denpasar auf der indonesischen Insel Bali, 2580 km. Die australische Hauptstadt Canberra ist weiter von Perth entfernt als die indonesische Hauptstadt Jakarta. Da Honolulu auf Hawaii ebenfalls eine Großstadt und mehr als 3700 km vom amerikanischen Festland entfernt ist, kann Perth zumindest als die entlegenste Millionenmetropole angesehen werden. Eine ähnlich isolierte Stadt vergleichbarer Größe gibt es nicht.

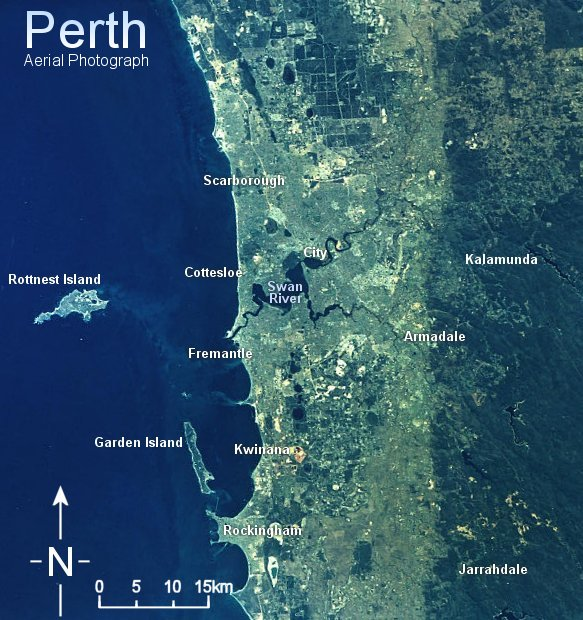
Satellitenbild von Perth

Im Bundesstaat Western Australia bildet Perth das wirtschaftliche, administrative und politische Zentrum. Perth bezeichnet im eigentlichen Sinne die Konurbation bzw. Metropole Perth, auch Greater Perth Metropolitan Area genannt. Dieser urbane Großraum hat eine Einwohnerzahl von knapp 2,1 Millionen (Stand Juni 2019), was Perth zur viertgrößten Stadt Australiens nach Sydney, Melbourne und Brisbane macht.
Die Greater Perth Metropolitan Area ist untergliedert in 30 selbstständige Kommunen mit eigenen Verwaltungen, sog. LGAs (Local Government Areas), und erstreckt sich inzwischen über mehr als 6400 km² Fläche zwischen den Stränden am Indischen Ozean im Westen und den Ausläufern der Darling Range im Osten. Die LGAs sind weiter unterteilt in insgesamt mehr als 250 Stadtteile (engl. suburbs). Die große Mehrheit der Einwohner von Perth lebt in Einfamilienhäusern in ausgedehnten Stadtteilen mit überwiegendem Vorortcharakter und oftmals nur eingeschossiger Bebauung.
Zwar befinden sich im Zentrum von Perth und an wichtigen Knotenpunkten wie der Canning Bridge zahlreiche große Apartmentkomplexe. Allerdings gewinnen Wohnungen außerhalb der zentralen Bereiche nur langsam an Bedeutung in der Stadtstruktur. Die städtebauliche Topografie von Perth und die Bevölkerungsdichte sind vergleichbar mit den übrigen großen Städten Australiens und mit Auckland in Neuseeland.
Das Zentrum von Perth bildet die LGA City of Perth, die mit einer Fläche von 20 km² und rund 30.000 Einwohnern im Gesamtkontext der Metropole vergleichsweise klein ist. Sie umfasst die südlichen Bereiche der Stadtteile Perth (Perth CBD – Central Business District), West Perth, East Perth und Crawley, sowie Northbridge und seit 2016 bereichsweise die Stadtteile Nedlands und Subiaco.
Der Stadtteil Perth ist das zentrale Geschäfts- und Büroviertel der Metropole. Er beherbergt unter anderem das Bankenviertel und die Börse, zahlreiche Shopping-Malls, die teilweise durch Fußgängerbrücken miteinander verbunden sind, zwei Fußgängerzonen als Einkaufsmeile (Hay Street/Murray Street) und den obersten Gerichtshof (Supreme Court of Western Australia). Außerdem befindet sich hier der Bahnhof Perth, der den zentralen Knotenpunkt im örtlichen Stadtbahnnetz darstellt. Im Stadtteil Perth leben rund 12.000 Einwohner.
Der Sitz des Landesparlamentes von Western Australia befindet sich im Stadtteil West Perth westlich der Innenstadt. Der Vorsitzende des Perth City Councils ist gleichzeitig der Lord Mayor und der oberste Repräsentant der Stadt. 2007 wurde mit Lisa Scaffidi erstmals eine Frau in diese Position gewählt. Der regierende Lord Mayor ist seit seiner Wahl im Oktober 2020 Basil Zempilas (Stand März 2021). Northbridge ist das zentrale Ausgeh- und Vergnügungsviertel mit zahlreichen Restaurants, Bars und Nachtclubs. Die bevölkerungsreichste LGA im Großraum Perth ist die City of Stirling nordwestlich des Zentrums mit mehr als 220.000 Einwohnern (Stand 2018).
Perth liegt am Swan River, der vor seiner Mündung in den Indischen Ozean einen Ästuar mit mehreren großen, seeartigen Wasserkörpern bildet. Das Zentrum und die LGA City of Perth liegt etwa zehn Kilometer Luftlinie vom Indischen Ozean entfernt am obersten Fluss-See des Swan-River-Ästuars. Die Flussmündung wurde bereits 1886 vom Wasserbauingenieur C. Y. O’Connor zum Hafen ausgebaut und gehört zur LGA City of Fremantle.
Fremantle besitzt den ökonomisch und industriell bedeutenden Container-, Schüttgut- und Passagierhafen der Metropole Perth. Im Zentrum von Perth befinden sich nur einige kleinere Anlegestellen für Fähren über den Swan River sowie für Ausflugsboote nach Fremantle und Rottnest Island. Aufgrund der größtenteils sehr flachen Wassertiefe im Ästuarbereich wird der Swan River selbst nicht von großen Containerschiffen befahren.
Als „Seele der Stadt“ bezeichnen viele Bürger den Kings Park, ein 400 Hektar großes Gelände am Rand der Innenstadt, das erhöht auf dem Mount Eliza liegt und zu einem Großteil noch aus ursprünglichem australischen Buschland besteht. Neben den Stränden des Indischen Ozeans stellt der Kings Park die bekannteste Touristenattraktion von Perth dar. Den südöstlichen Teil des Parks nimmt der Botanische Garten ein.
Außerdem gibt es ein Restaurant, Sportanlagen, Denkmäler, ein Open-Air-Kino sowie Grünflächen für Picknicks und zahlreiche Wanderwege. Von mehreren Aussichtspunkten im Osten des Parks hat man einen hervorragenden Blick auf den Swan River mit der größtenteils parallel zum Ufer verlaufenden Hochhaus-Skyline der Stadt. Die Skyline und das Stadtbild von Perth wird maßgeblich geprägt von den drei über 200 Meter hohen Büro-Wolkenkratzern Central Park, Brookfield Place und 108 St Georges Terrace (ehemals Bond Tower und Bankwest Tower) sowie weiteren Bürohochhäusern im Central Business District. Die Verlängerung der Skyline in Richtung Osten entlang des Langley Parks bilden zahlreiche Apartment- und Hotelhochhäuser im Stadtteil East Perth. 
Obwohl insbesondere in den 1970er und 1980er Jahren ein großer Teil der historischen Steingebäude entlang der Hauptstraße St Georges Terrace neugebauten Bürogebäuden weichen musste, finden sich noch etliche sehenswerte Bauten aus der frühen Geschichte der Stadt im Zentrum von Perth. Die unterschiedlichen Generationen der Hochhausbauten spiegeln verschiedene Boomphasen des Bergbaus in Western Australia in den letzten Jahrzehnten wider.
Etliche große Sandstrände befinden sich im Stadtgebiet von Perth. Die bekanntesten sind – von Norden nach Süden – der Scarborough Beach, City Beach, Cottesloe Beach, Leighton Beach und der South Beach in Fremantle. Perth gilt als eine Metropole des Segel- und Wassersports. Die Wassertemperatur des Indischen Ozeans ist aufgrund einer Meeresströmung, die von der Antarktis kommt, relativ niedrig und liegt beständig bei 20 bis 22 °C. Beliebtes Ausflugsziel – unter anderem auch für Taucher – ist die vor der Küste gelegene Insel Rottnest Island (typischerweise mit dem örtlichen Spitznamen „Rotto“ bezeichnet).
Perth ist katholischer und anglikanischer Erzbischofsitz und unter anderem ein wichtiges Finanzzentrum. Mit der Perth Mint befindet sich eine von zwei Münzprägeanstalten des australischen Kontinents in Perth. Die größte Goldmünze der Welt, die Australian Kangaroo One Tonne Gold Coin, wurde in der Perth Mint geprägt und ist dort ausgestellt. Perth ist die westliche Endstation der Transaustralischen Eisenbahn, der Indian Pacific Railway, die durch die Nullarbor-Wüste bis nach Sydney führt.

## Sehenswürdigkeiten, Architektur und Kultur

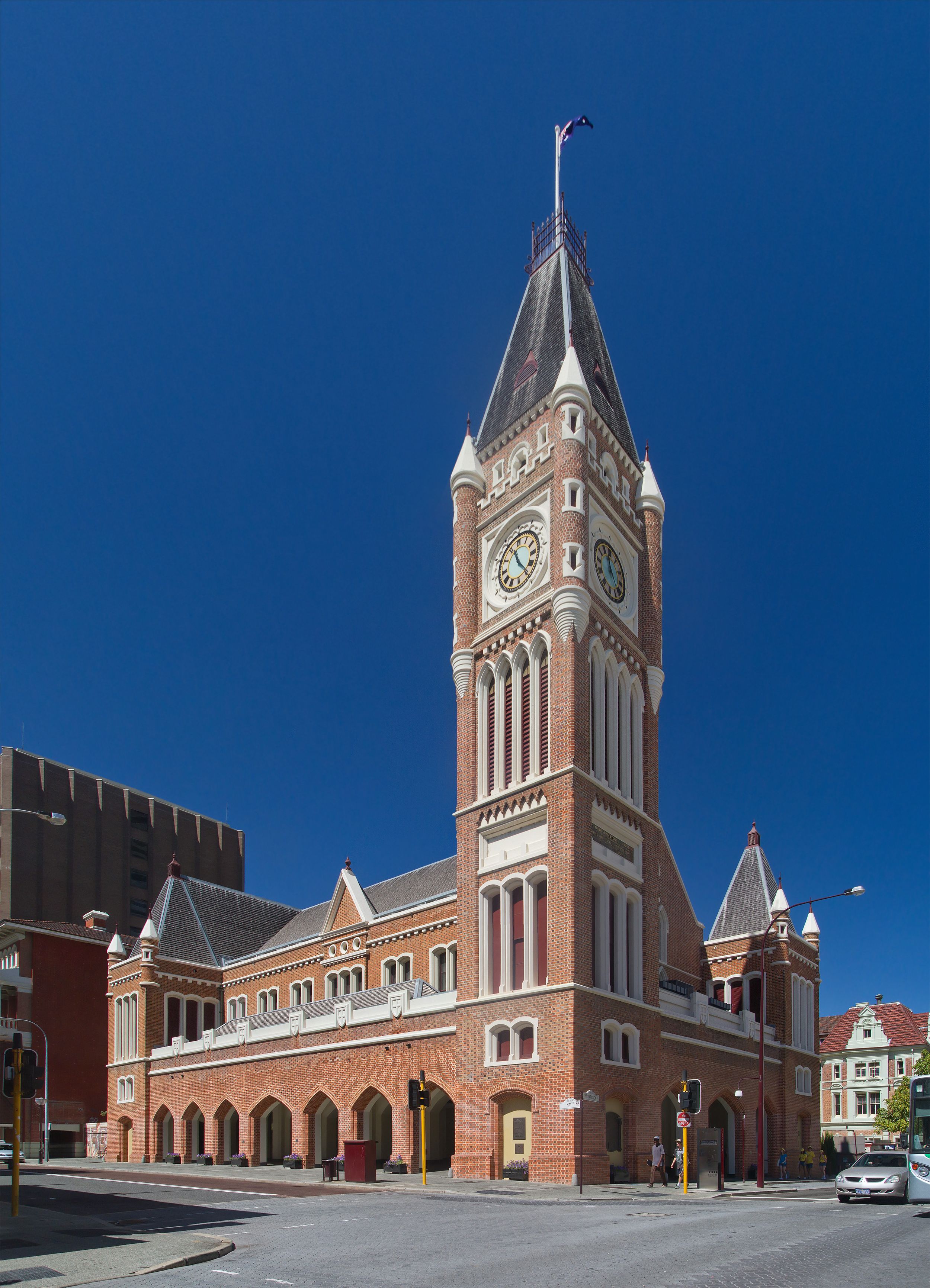
Perth Town Hall

### Innenstadt
Perth's Innenstadt bietet einen starken Kontrast zwischen historischen Gebäuden aus der britischen Kolonial- und Besiedlungszeit und bis zu 249 m hohen Hochhäusern aus Glas, Stahl und Beton. Wichtige historische Gebäude sind etwa das Government House (1864), die Deanery (1859), die Town Hall (1870), His Majesty’s Theatre (1904), die Wesley Church (1890), die Münzprägeanstalt (Perth Mint von 1899), der Supreme Court of Western Australia (1903), das Savoy Hotel (1910) und das Postamt (General Post Office – 'GPO'; 1923). Der älteste Park ist Stirling Gardens (1845), das älteste Gebäude ist das Old Courthouse (1836). Die Baustile der frühen Gebäude reichen von viktorianischen Stilen wie Free Gothic (Town Hall) und Victorian Tudor (Government House) zu Föderationsarchitektur wie etwa Free Classical (His Majesty's Theatre), Academic Classical (Supreme Court) und Beaux Arts (GPO). Fassaden im Art Deco Stil weisen z. B. das Criterion Hotel (1937) in der Murray Street und das Regal Theatre (1938) in Subiaco auf. Überall in Perth sind europäische Niederlassungen aus der Zeit der frühen europäischen Besiedelung als Freilichtmuseum erhalten und zugänglich, wie z. B. das Tranby House in Maylands, Woodloes Homestead in Cannington, Azelia Ley Homestead in Cockburn, Ellis House und Halliday House in Bayswater, und Minnawarra Historic Precinct in Armadale. 
Die höchsten Hochhausbauten in Perth sind Central Park (249 m, 52 Etagen), Brookfield Place (244 m, 45 Etagen) und 108 St Georges Terrace, das früher auch als Bond Tower, R&I Tower und Bankwest Tower bekannt war (214 m architektonische Höhe, 247 m Gesamthöhe, 50 Etagen). Das vierthöchste Gebäude der Stadt ist der Büroturm QV1 (163 m, 40 Etagen), der vom Architekten Harry Seidler entworfen wurde und am westlichen Ende des Central Business Districts aus der Skyline aufragt. QV1 hat eine achtförmige Grundfläche und ist aus Granit gebaut. Das Gebäude hat zahlreiche Preise für Design und Nachhaltigkeit gewonnen, ruft jedoch geteilte Meinungen hervor. Das höchste reine Wohngebäude der Stadt ist aktuell Concerto mit 117 m Höhe. Das noch im Bau befindliche Studentenwohnheim The Switch wird diesen Titel mit 125 m Höhe und 39 Etagen noch im Jahr 2021 übernehmen. Mit Civic Heart, 28 Lyall und Lumiere Apartments im Stadtteil South Perth werden weitere große Wohnkomplexe folgen. Die ersten Hochhäuser über 100 m in Perth waren die Bürogebäiude 140 St Georges Terrace (auch AMP Tower, 131 m, 30 Etagen), Allendale Square (132 m, 31 Etagen) und St. Martins Tower (140 m, 33 Etagen), die in den 1970er Jahren errichtet wurden. Derzeit (Stand März 2021) sind 27 Gebäude in Perth über 100 Meter hoch.

### Museen
Die wesentlichen Museen von Perth sind im Kultur-Distrikt Perth Cultural Centre nördlich des Bahnhofs Perth versammelt. Er besteht aus den beiden Kunstgalerien Art Gallery of Western Australia und Perth Institute of Contemporary Arts (PICA), dem renovierten und Ende 2020 wiedereröffneten WA Museum Boola Bardip (Geschichte und Naturgeschichte), der Alexander Library und dem State Records Office (Staatsarchiv von Western Australia). Seit 2002 gibt es in Fremantle das Western Australian Maritime Museum, das sich dem Thema Meer unter verschiedenen Aspekten widmet. Dort ist unter anderem die America’s-Cup-Regattayacht Australia II ausgestellt. Ein weiteres Museum in Fremantle ist das WA Shipwrecks Museum, das sich mit der Geschichte von Schiffen beschäftigt, die vor der westaustralischen Küste auf Grund gelaufen sind. Neben Exponaten von gesunkenen Schiffen, ist in diesem Museum ein Duplikat des wiederaufgebauten Hecks des Wracks der Batavia zu sehen. Das Handelsschiff der Niederländischen Ostindien-Kompanie lief im Jahr 1629 auf ein Riff auf und sank. Die originalen Wrackteile der Batavia sind im Museum von Geraldton zu sehen. Von den über 1650 registrierten Schiffswracks vor der Küste Westaustraliens liegen ungefähr 130 um Perth. Ein Teil von ihnen kann durch Tauchen und Schnorcheln besichtigt werden. Weitere Sehenswürdigkeiten in Fremantle sind das Fremantle Arts Centre, das Fremantle Prison, ein ehemaliges Gefängnis aus der britischen Kolonialzeit, und The Roundhouse, ebenfalls ein ehemaliges, kleines und festungsartiges Gefängnis.

### Parks

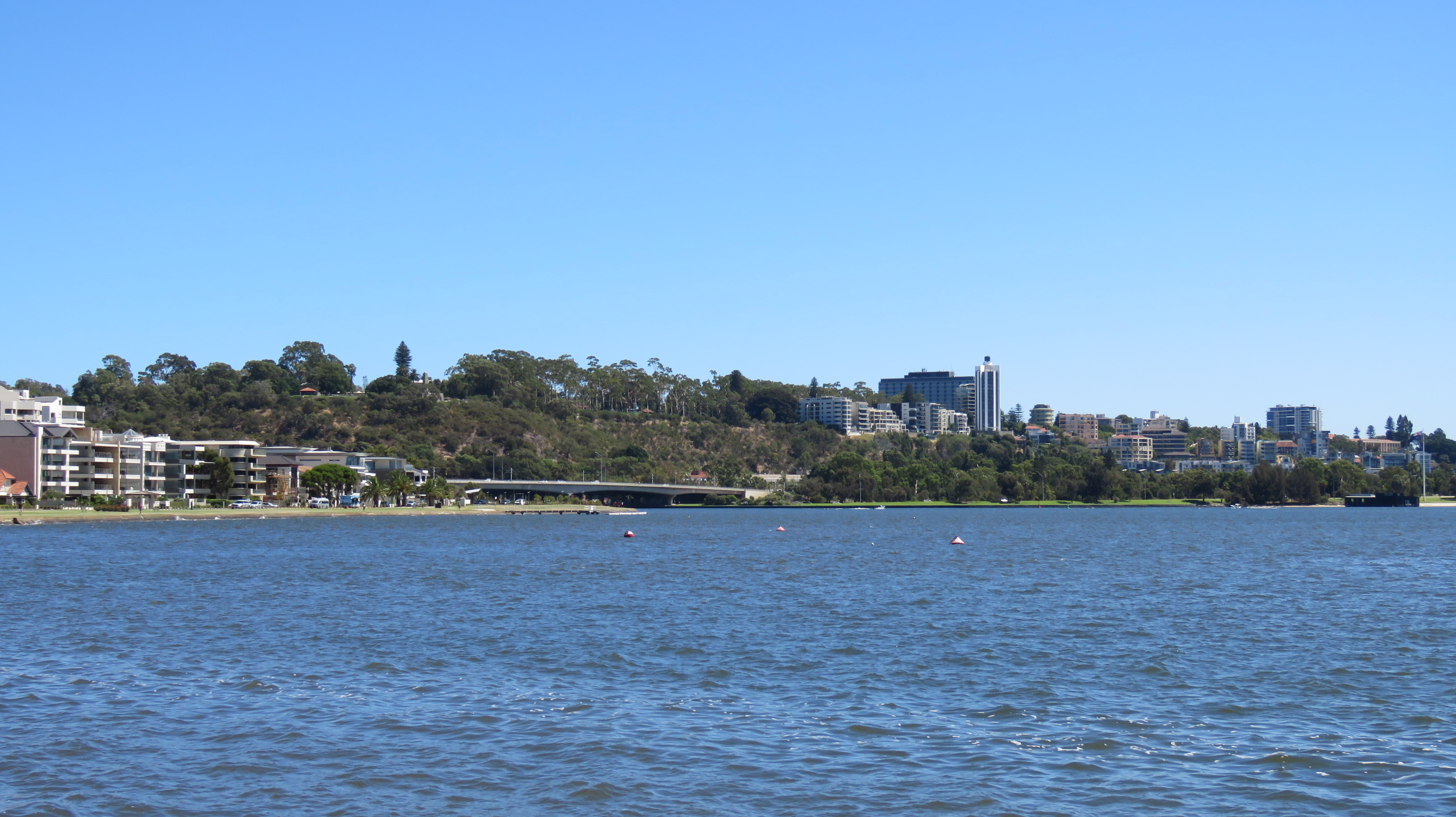
Narrows Bridge und Kings Park

Direkt an die Innenstadt grenzt der Kings Park and Botanic Garden. Der Botanische Garten zeigt auf einer Fläche von 18 Hektar etwa 2000 verschiedene Pflanzen aus der Region und beherbergt lokale Vogelarten. Der größte Teil des insgesamt etwa vier Quadratkilometer großen Parks besteht aus naturbelassenem Buschwerk. Weitere Parks und Grünflächen im zentralen Perth sind der Hyde Park und Birdwood Square nördlich des Central Business Districts, Russell Square in Northbridge und Wellington Square in East Perth. Parallel zum Flussufer verlaufen der Langley Park auf der Nordseite und der Sir James Mitchell Park und der McCallum Park auf der Südseite des Swan River. Im Westen von Perth und nur rund einen Kilometer vom Indischen Ozean entfernt liegt der 437 Hektar große und ebenfalls aus hauptsächlich aus natürlicher Vegetation und australischem Busch bestehende Bold Park um den Reabold Hill, der Blicke auf den Ozean und die Stadt ermöglicht. Die Insel Heirisson Island befindet sich zwischen den Stadtteilen East Perth, Victoria Park und Burswood in der Mitte des Swan River und wird von einigen Wanderpfaden durchzogen. Im südwestlichen Teil leben Westliche Graue Riesenkängurus in einem eingezäunten Bereich.

### Entwicklungsprojekte
Touristisch interessant und eines von zwei wichtigen Stadtentwicklungsprojekten im Zentrum von Perth ist der im Januar 2016 nach einer ersten Bauphase eingeweihte Elizabeth Quay. Das künstlich angelegte Hafenbecken soll eine Verbindung zwischen Perth's Innenstadt und dem Swan River herstellen. Moderne Architektur und verschiedene Skulpturen bieten gute Fotomotive und sollen die Gegend attraktiv für Besucher machen. Die Fußgängerbrücke Elizabeth Quay Bridge führt über das Wasser und bietet direkte Blicke auf die Innenstadt. Abends ist der gesamte Bereich rund um den Elizabeth Quay bunt und stimmungsvoll beleuchtet. Im Zuge der Neugestaltung des Areals wurden auch der Esplanade Busport und die U-Bahn Station Esplanade Railway Station in Elizabeth Quay Busport und Elizabeth Quay Station umbenannt. Auf der Ostseite des Elizabeth Quay befindet sich der futuristisch anmutende Bell Tower (oder auch Swan Bell Tower) mit 18 Glocken, der ebenfalls zu den wichtigsten Attraktionen in Perth zählt. Während auf der Ostseite des Elizabeth Quay alle neuen Gebäude bereits fertiggestellt sind, sind mehrere andere Komplexe nördlich und westlich des kleinen Hafenbeckens noch im Bau bzw. in der Planungsphase (Stand März 2021). Der derzeit im Bau befindliche Wolkenkratzer Elizabeth Quay West wird bei seiner Fertigstellung mit 180 Metern Höhe das vierthöchste Gebäude in Perth sein.
Das Perth City Link Projekt ist das zweite bedeutende Stadtentwicklungsprojekt mit dem Ziel, den Central Business District und Northbridge wieder zu verbinden. Die beiden Stadtteile waren seit jeher durch die Bahngleise im Zentrum von Perth voneinander abgeschnitten und hatten nur wenige Verkehrsverbindungen. Die Arbeiten an dem Projekt begannen im Jahr 2010 mit der Tieferlegung der zentralen Bahntrasse. Mittlerweile (Stand März 2021) sind die Perth Arena, der Yagan Square, der modernisierte und unterirdische Busbahnhof Perth Busport sowie eine Reihe von Bürogebäuden fertiggestellt. Der Yagan Square als zentraler Platz verbindet Kunst, Wasserspiele und eine Aussichtsplattform mit Restaurants, Geschäften und Bars und liegt neben dem Bahnhof Perth, der im Zuge des City Link Projekts ebenfalls umgebaut wurde. Weitere gemischte Wohn-, Hotel- und Bürogebäudekomplexe in dem Bereich werden folgen. Der im Jahr 2020 besiegelte Perth City Deal sieht außerdem den Bau eines vertikalen Hochhaus-Campus für die Edith Cowan University (ECU) auf dem Gelände westlich des Yagan Square vor, der das Erscheinungsbild des Stadtzentrums nochmals deutlich verändern wird.
Perth verfügt über einen 17 Hektar großen Zoo im Stadtteil South Perth gegenüber der Innenstadt auf der südlichen Seite des Swan River und über das Aquarium of Western Australia im nördlich gelegenen Hillarys Boat Harbour.

### Musik, Festivals und Sport

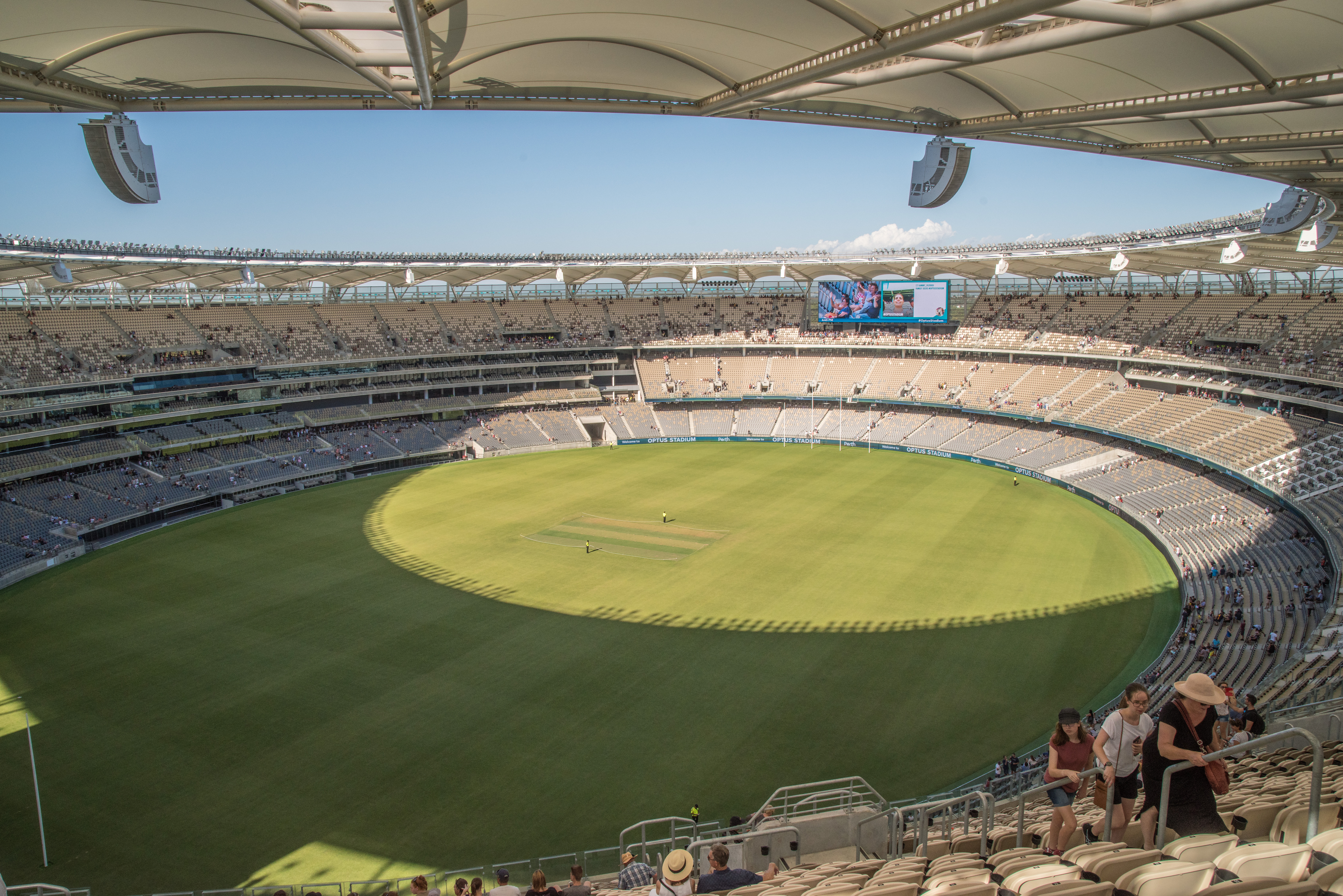
Perth Stadium

Die Perth Concert Hall ist der wichtigste Veranstaltungsort für klassische Konzerte, Ballett und Theateraufführungen. 2004 wurde das 16.500 m² große Perth Convention and Exhibition Centre eröffnet. Die 2012 als Teil des Perth City Link Projekts eingeweihte Perth Arena ist eine architektonisch spektakuläre Mehrzweckhalle für Sportveranstaltungen und Konzerte. Seit 2018 ist das neue Perth Stadium (auch unter dem Sponsorennamen Optus Stadium bekannt) das größte Sportstadion der Stadt. Die Maximalkapazität von 65.000 Sitzplätzen macht es außerdem zum drittgrößten Stadion in Australien. Derzeit wird es vor allem für Australian Football und Cricket-Spiele genutzt. Die aufwendig gestaltete und ebenfalls neue Fußgängerbrücke Matagarup Bridge stellt eine direkte Verbindung zwischen East Perth und dem Perth Stadium im Stadtteil Burswood auf der Ostseite des Swan River her. Weitere bedeutende Sportstätten sind das Cricket-Stadion WACA Ground (20.000 Plätze) und die Pferderennbahn Gloucester Park in East Perth. Das Stadion Perth Oval oder HBF Park (20.500 Plätze bei Sportveranstaltungen) im Norden des Stadtteils Perth ist die Heimspielstätte des Fußball-Erstligisten Perth Glory und des Rugby-Teams Western Force. Das Mehrzweckstadion Subiaco Oval im Stadtteil Subiaco mit ehemals rund 43.000 Plätzen wurde Ende 2019 abgerissen, da es durch das neue Perth Stadium ersetzt wird.
Seit 1953 findet jährlich das von der University of Western Australia ausgerichtete Perth International Arts Festival statt, nach eigenen Angaben das älteste Australiens. Das Festival umfasst Theater, Tanz, Musik, Film, bildende Kunst und Literatur. Die Sculpture by the Sea Cottesloe wird regelmäßig seit 2014 veranstaltet. Hervorzuheben ist außerdem die große Anzahl an Streetart in Perth und den angrenzenden Gemeinden. Streetart wird seit einigen Jahren bewusst gefördert, um die Attraktivität der Stadt für Besucher weiter zu steigern.

### Rottnest Island
Rottnest Island ist eine Insel, die rund 16 Kilometer vom Festland entfernt vor Perth's Küste liegt, und von Touristen wie Einheimischen gleichermaßen gerne für Tagesausflüge genutzt wird. Die Insel beheimatet einige seltene Tierarten, wie beispielsweise das Quokka oder den Klippensittich. Eine weitere Insel vor Perth im Indischen Ozean ist Penguin Island. 
Unweit von Penguin Island ist Lake Richmond, wo seit geschätzten sechs Millionen Jahren eine, kritisch gefährdete, Kolonie Thrombolithen lebt.

## Verkehr und Infrastruktur

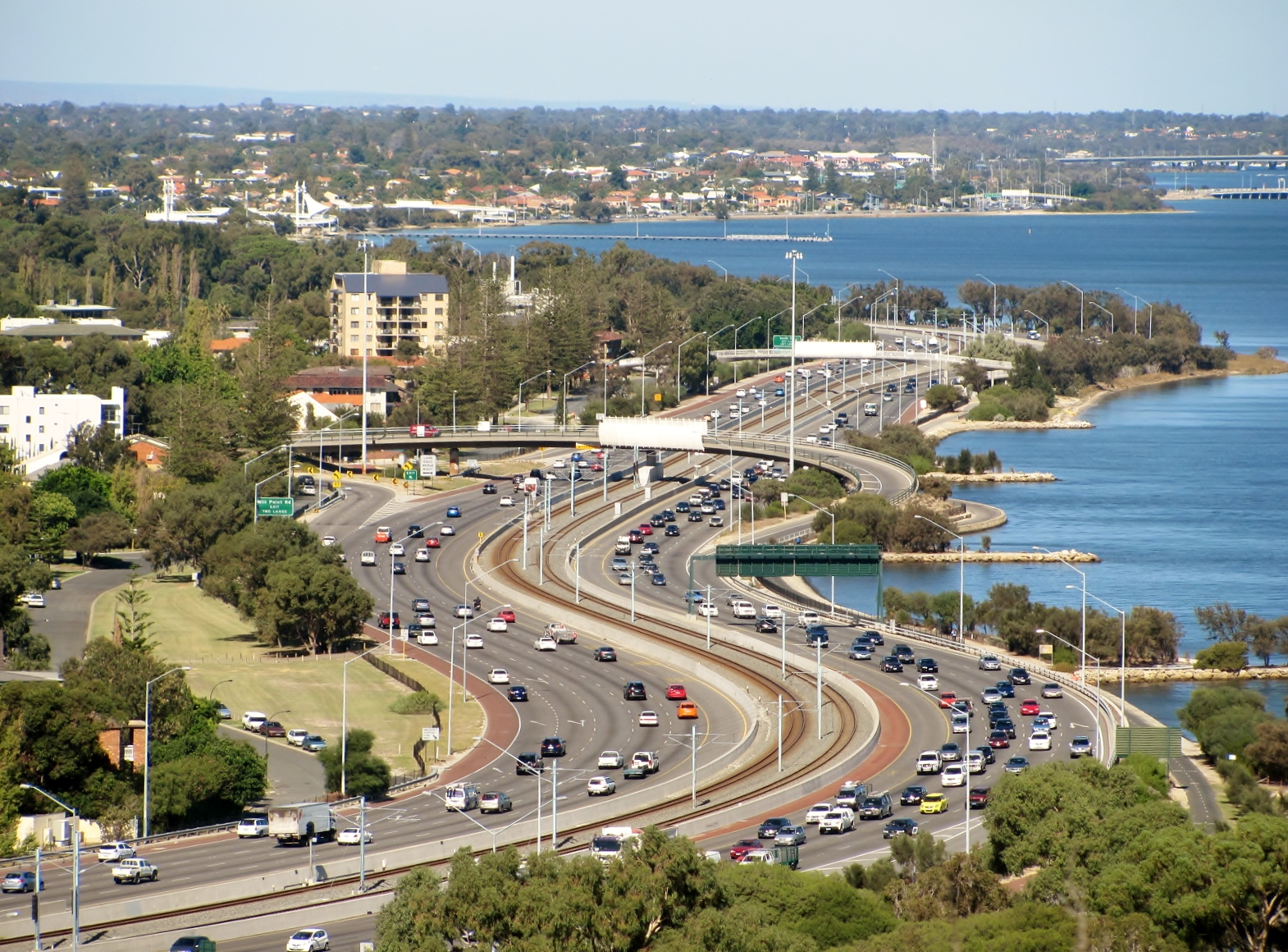
Kwinana Freeway mit der zweigleisigen Bahnlinie nach Madurah

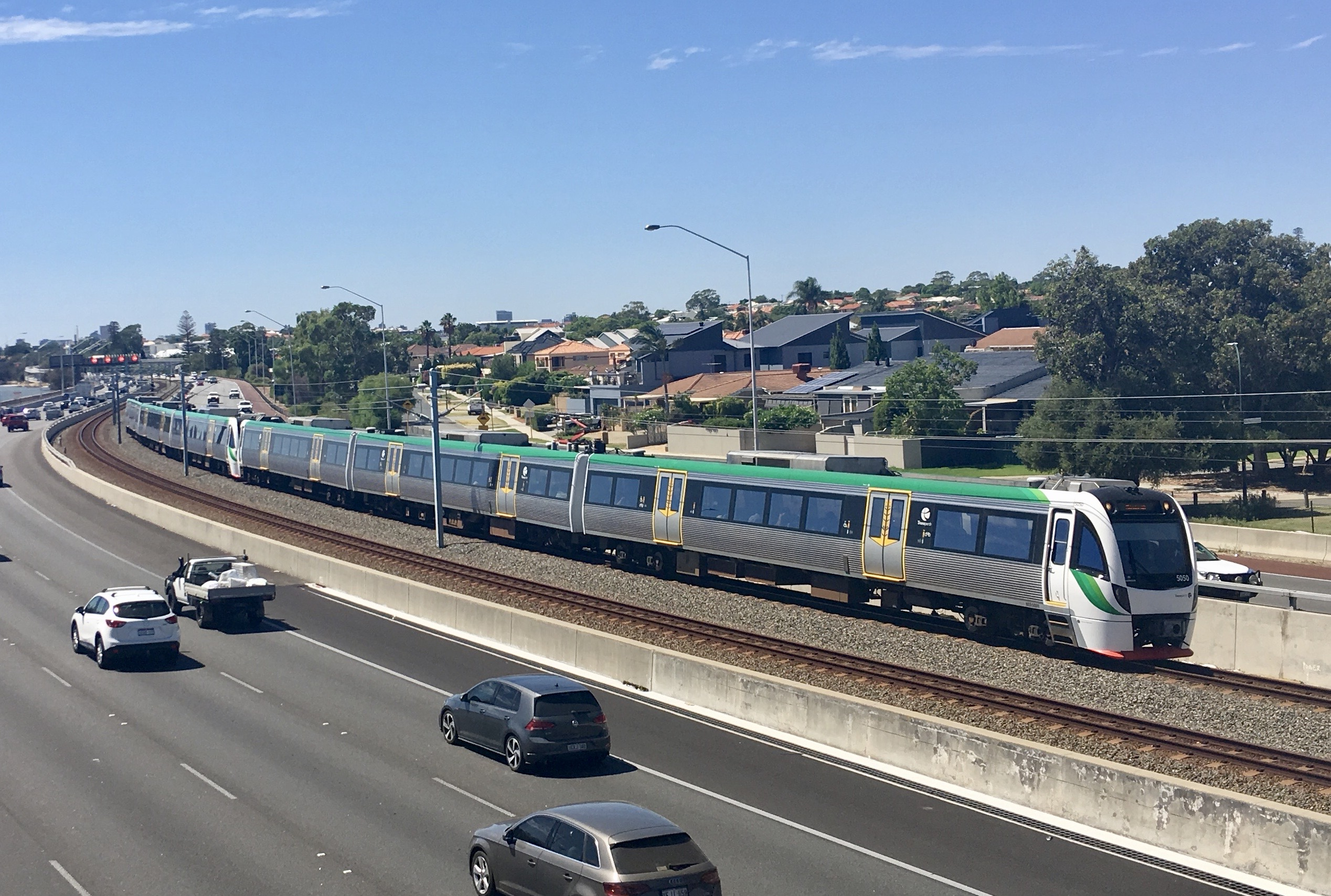
Bahnstrecke in der Mitte einer Schnellstraße

### Allgemeiner Verkehrsknotenpunkt
Die Stadt Perth ist wegen ihrer Lage und Größe der wichtigste Verkehrsknotenpunkt in Western Australia. Sie verfügt über einen internationalen Flughafen, einen Flughafen für die allgemeine Luftfahrt, zwei Militärflughäfen, innerstädtische und regionale Bus- und Bahnlinien, Fährverbindungen sowie diverse Schnellstraßen.
Die Nutzung des von Transperth betriebenen öffentlichen Personennahverkehrs ist im Stadtzentrum kostenlos. Perth besitzt ein kapspuriges, ebenfalls von Transperth betriebenes Schnellbahnnetz, dessen Strecken oft in der Mittellage von Schnellstraßen trassiert sind.
Ein größerer Container- und Passagierhafen befindet sich im benachbarten Fremantle.

### Flughafen
Der Flughafen Perth ist wegen seiner Position ein für den Luftverkehr strategisch wichtiger Flughafen. Er verfügt über ein internationales sowie drei nationale Terminals und einen Bereich für die allgemeine Luftfahrt. Er ist nach Passagieraufkommen der viertgrößte Flughafen Australiens.
Der Flughafen ist mit einer direkten Buslinie an das Stadtzentrum angeschlossen. 2022 wurde ein neuer U-Bahnhof (Airport Central Station) eröffnet; es sind nun Fahrten in das Stadtzentrum von Perth innerhalb von 18 Minuten möglich.

## Klima
Das Klima in Perth ist mediterran mit trockenen, heißen Sommern und milden, feuchten Wintern. Unter den großen australischen Städten gilt Perth als die sonnigste, d. h. diejenige mit den meisten jährlichen Sonnenstunden. An vielen Tagen scheint die Sonne zwischen zehn und vierzehn Stunden lang. Die Aborigines bezeichnen den Ort deswegen als Alunga, was frei übersetzt „Ort mit viel Sonne“ bedeutet. Von Dezember bis März gibt es viele Tage, an denen es mindestens 35 °C heiß wird; es können bis zu 46 °C erreicht werden. Der Fremantle Doctor ist ein böiger und starker Südwestwind, der im Laufe des Tages auffrischen kann, und die heißen Sommertage in Perth insbesondere in Küstennähe nachmittags regelmäßig abkühlt.  
Die Winter sind in der Regel sehr mild, Nachtfrost kommt nur in Ausnahmefällen vor. Allerdings bringen kurze und oftmals starke Schauer in den Wintermonaten eine nicht unerhebliche Regenmenge. Vereinzelt treten Ausläufer von tropischen Zyklonen oder Stürme auf, die an Zyklone gekoppelt sein können, die weiter nördlich in Pilbara auf die australische Westküste treffen. Diese Starkregenereignisse sorgen dafür, dass die jährliche Gesamtniederschlagsmenge in Perth höher als in Städten mit deutlich kühleren Durchschnittstemperaturen und weniger Sonnentagen wie etwa Berlin oder London ist.

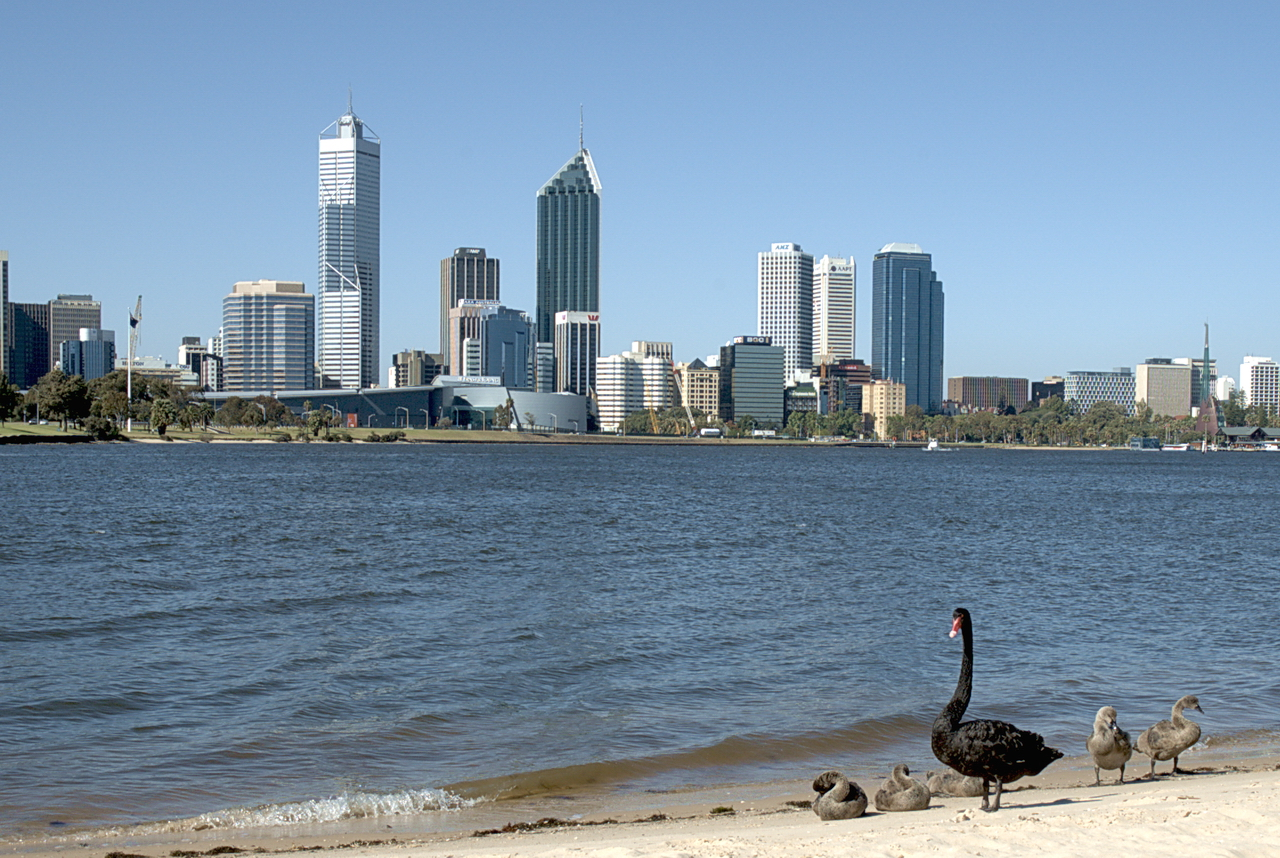
Am Swan River

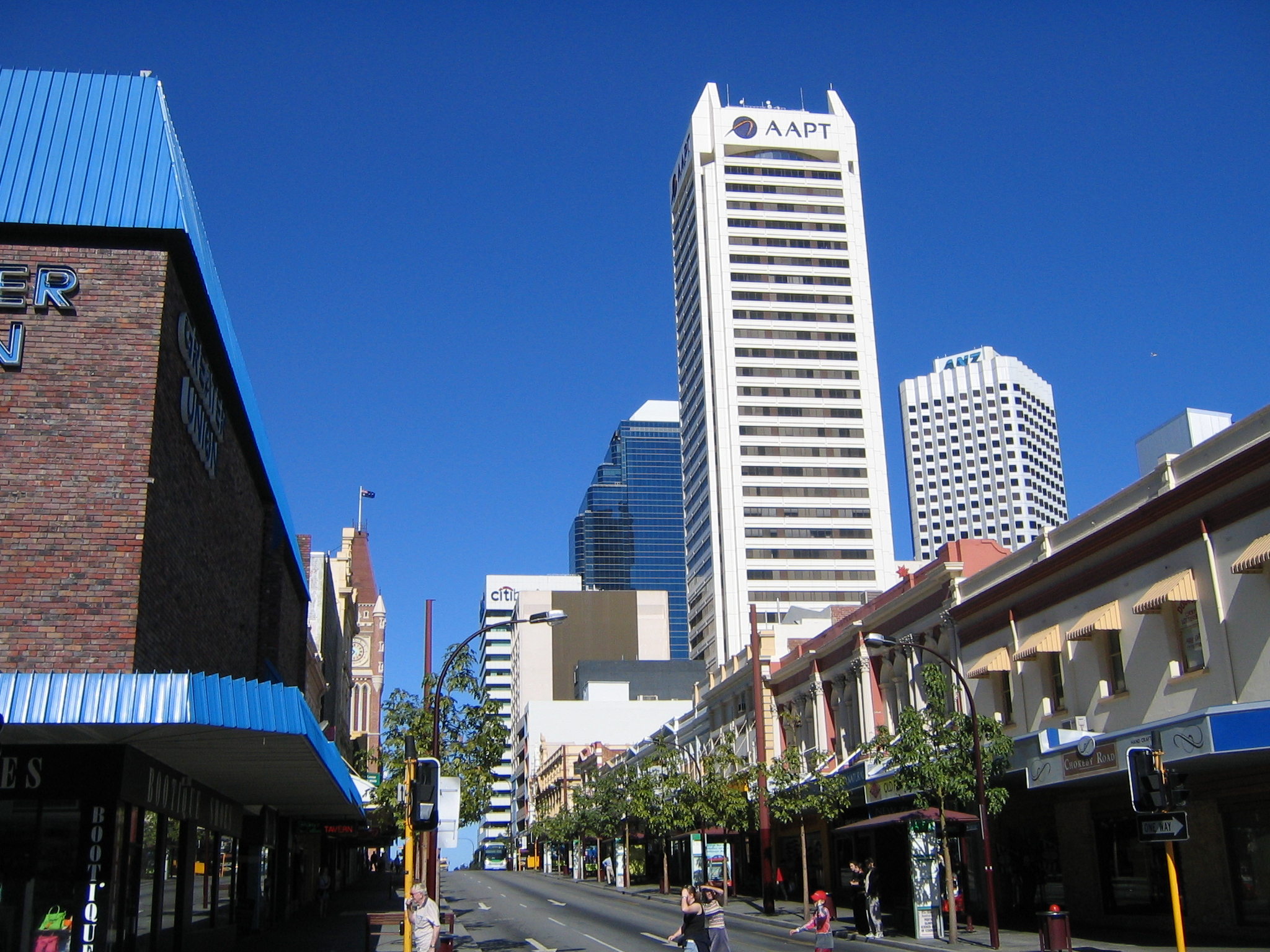
Barrack Street

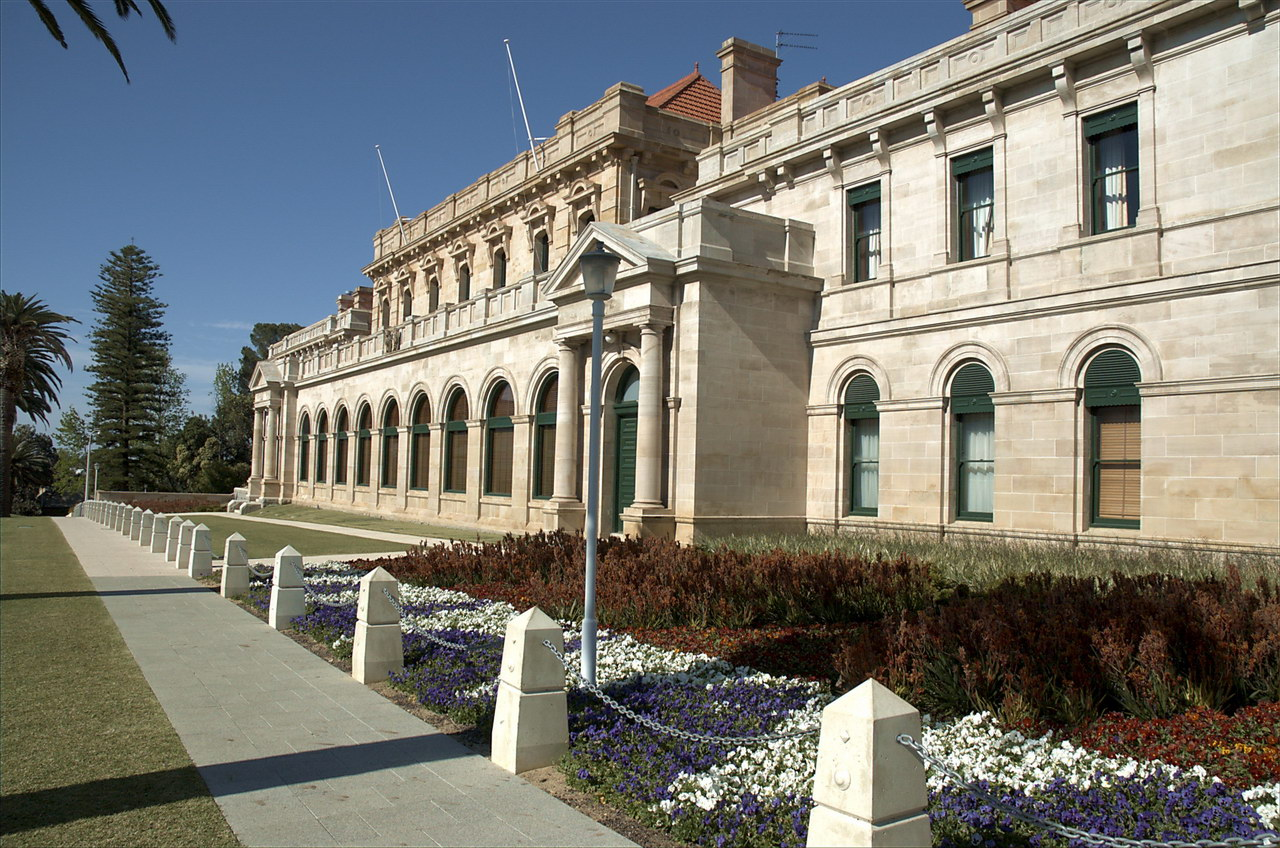
Das Parlament von Westaustralien

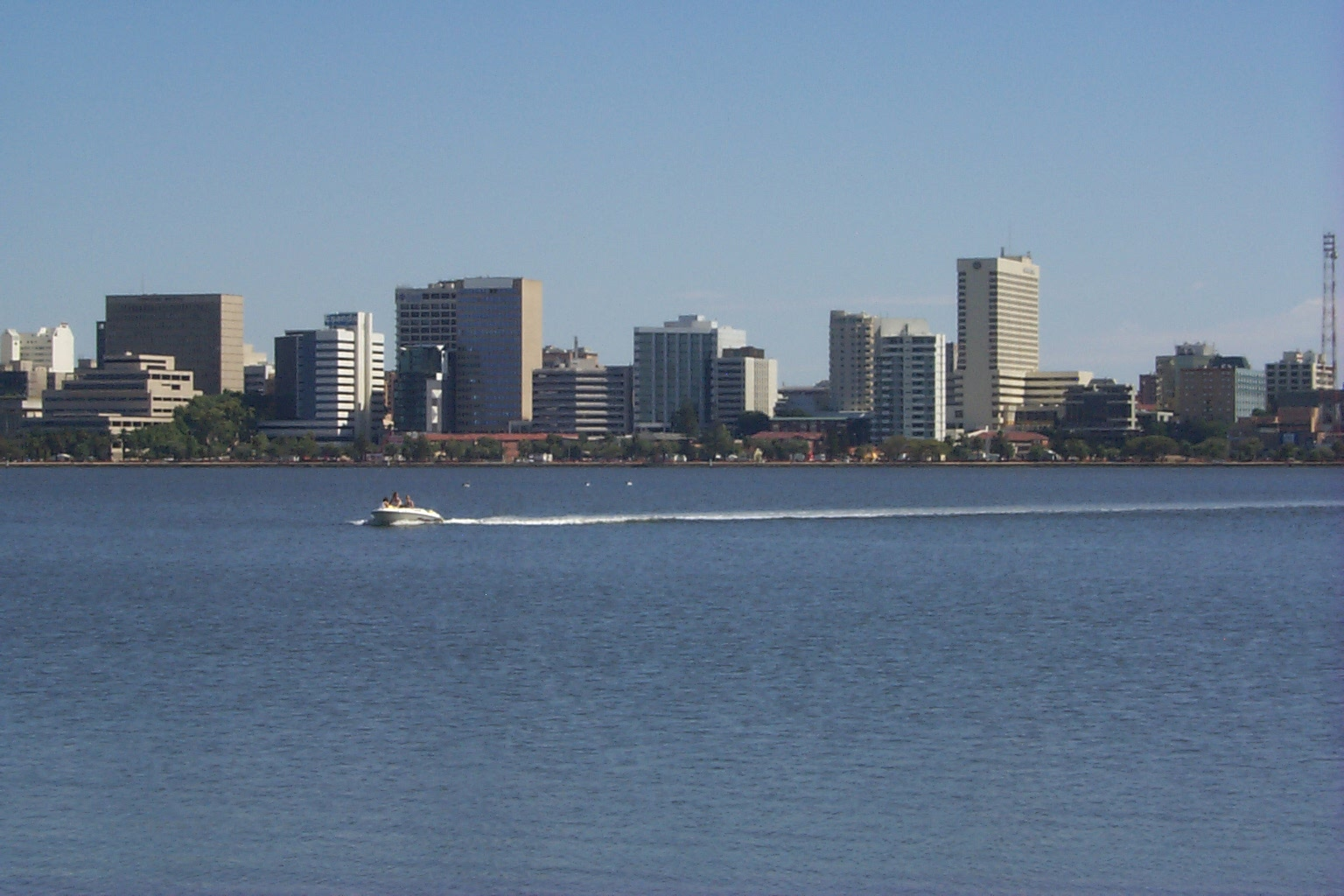
Perth Waterfront

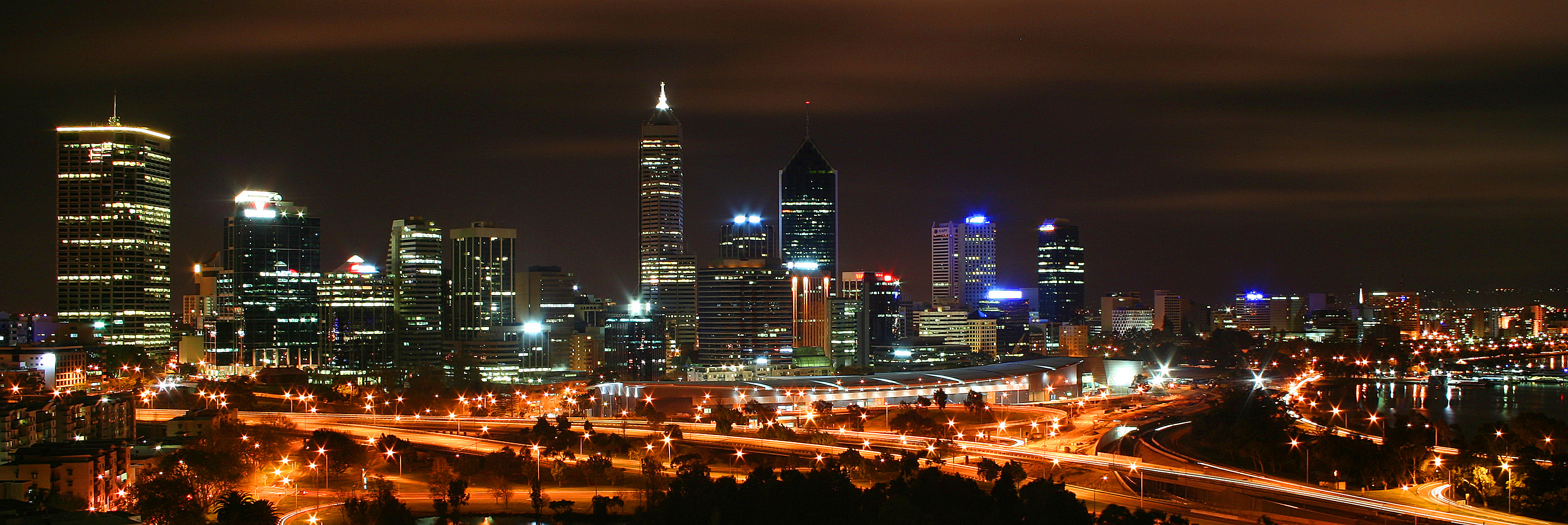
Perth bei Nacht – vom Kings Park aus

|                       | Jan  | Feb  | Mär  | Apr  | Mai  | Jun   | Jul   | Aug   | Sep  | Okt  | Nov  | Dez  |   |       |
| Mittl. Tagesmax. (°C) | 31,7 | 31,9 | 29,7 | 25,5 | 21,8 | 18,9  | 17,9  | 18,5  | 20,1 | 22,6 | 25,8 | 28,9 | ⌀ | 24,4  |
| Mittl. Tagesmin. (°C) | 17,0 | 17,5 | 15,9 | 12,9 | 10,4 | 9,0   | 8,0   | 8,0   | 8,8  | 10,2 | 12,7 | 14,9 | ⌀ | 12,1  |
|                       |      |      |      |      |      |       |       |       |      |      |      |      |   |       |
| Niederschlag (mm)     | 9,7  | 14,4 | 16,3 | 41,4 | 99,3 | 162,0 | 157,3 | 117,3 | 72,2 | 44,3 | 26,9 | 11,4 | Σ | 772,5 |
|                       |      |      |      |      |      |       |       |       |      |      |      |      |   |       |
| Sonnenstunden (h/d)   | 11,5 | 11,0 | 9,6  | 8,2  | 6,9  | 5,9   | 6,1   | 7,2   | 7,7  | 9,6  | 10,6 | 11,5 | ⌀ | 8,8   |
|                       |      |      |      |      |      |       |       |       |      |      |      |      |   |       |
| Regentage (d)         | 2,5  | 2,8  | 3,9  | 7,4  | 12,3 | 16,6  | 17,6  | 15,7  | 13,4 | 9,3  | 6,8  | 4,1  | Σ | 112,4 |

| 17,0 |

| 17,5 |

| 15,9 |

| 12,9 |

| 10,4 |

| 9,0 |

| 8,0 |

| 8,0 |

| 8,8 |

| 10,2 |

| 12,7 |

| 14,9 |

| 17,0 |

| 17,5 |

| 15,9 |

| 12,9 |

| 10,4 |

| 9,0 |

| 8,0 |

| 8,0 |

| 8,8 |

| 10,2 |

| 12,7 |

| 14,9 |

## Städtepartnerschaften
Partnerstädte von Perth sind:
- Kagoshima, Japan (seit 1974)
- Houston, Texas, USA (seit 1984)
- Rhodos, Griechenland (seit 1984)
- Megisti, Griechenland (seit 1984)
- San Diego, Kalifornien, USA (seit 1987)
- Vasto, Italien (seit 1989)
- Nanjing, Volksrepublik China (seit 1998)
- Taipeh, Republik China (Taiwan) (seit 1999)
- Chengdu, Volksrepublik China (seit 2010)

Freundschaftliche Beziehungen bestehen zu:
- Seocho City, Stadtbezirk von Seoul, Republik Korea (seit 2008)
- Perth, Vereinigtes Königreich (seit 2006)

## Universitäten im Gebiet von Perth
- Curtin University of Technology (CURTIN) in Perth
- Edith Cowan University (ECU) in Perth
- Murdoch University (MURDOCH) in Perth
- University of Notre Dame Australia (UNDA) in Fremantle
- University of Western Australia (UWA) in Crawley

## Sport
Der Fußballverein Perth Glory spielt in der A-League, der höchsten australischen Spielklasse. In der Australian Football League ist die Stadt mit den West Coast Eagles und den Fremantle Dockers vertreten. Die Perth Scorchers sind ein Cricketteam, dass in der Big Bash League, der höchsten australischen Liga im T20Cricket spielt. Nachdem sie 2012 und 2013 zweimal hintereinander das Finale verloren hatten, das erste Mal gegen die Sydney Sixers und das zweite Mal gegen die Brisbane Heat, gewannen sie 2014 das Finale im eigenen Stadion gegen die Hobart Hurricanes. Die Perth Wildcats spielen in der National Basketball League und sind mit zehn Titeln deren Rekordmeister. Jährlich findet in der Perth Arena der Hopman Cup im Tennis statt. Perth war Gastgeber der British Empire and Commonwealth Games 1962 und unter anderem einer der Austragungsorte beim Cricket World Cup 1992, der Rugby-Union-Weltmeisterschaft 2003, dem Cricket World Cup 2015 und dem T20 World Cup 2022.

## Belege
1. ↑  Digital Travel Editor Oliver Smith: Revealed: The world's best (and worst) cities to live in. Abgerufen am 2. März 2021 (britisches Englisch).
2. ↑  So Perth: Perth The Top City On Earth (in Our Eyes) : Perth 7th Most Liveable City. Abgerufen am 1. März 2021 (amerikanisches Englisch).
3. ↑  The Global Liveability Report 2017: A free overview. Abgerufen am 2. März 2021.
4. ↑  GaWC - The World According to GaWC 2020. Abgerufen am 1. März 2021.
5. 1 2 3 4  Michael Pearson: Great Southern Land. The Maritime Exploration of Terra Australis. Department of the Environment and Heritage, Commonwealth of Australia, 2005, abgerufen am 2. Januar 2019 (englisch).
6. ↑  Timeline. In: Voyages of Grand Discovery. Western Australian Museum, 2007, abgerufen am 2. Januar 2019 (englisch).
7. ↑  J. van Lohuizen: Houtman, Frederik de (1571–1627). In: Australian Dictionary of Biography. National Centre of Biography, Australian National University, 1966, abgerufen am 2. Januar 2019 (englisch).
8. ↑  Vergulde Draeck (Gilt Dragon) (1656/04/28) off Ledge Point. Shipwreck Database, Western Australian Museum, 2017, abgerufen am 2. Januar 2019 (englisch).
9. 1 2  Nicholas Gill: Where is the world’s most remote city? 19. August 2015, abgerufen am 3. März 2021 (englisch).
10. ↑  Perth, Australien. CityExtremes, 30. Dezember 2018, abgerufen am 30. Dezember 2018 (englisch).
11. ↑  Distance from Perth to Adelaide, timeanddate.com
12. ↑  Regional population, 2018-19 financial year | Australian Bureau of Statistics. 25. März 2020, abgerufen am 1. März 2021 (englisch).
13. 1 2  Local Government Act 1995. (edu.au [abgerufen am 1. März 2021]).
14. ↑  c=AU; o=Commonwealth of Australia; ou=Australian Bureau of Statistics: Details - Main Features. 27. März 2019, abgerufen am 1. März 2021 (englisch).
15. ↑  Radio and TV host Basil Zempilas elected new Perth Lord Mayor. 17. Oktober 2020, abgerufen am 2. März 2021 (australisches Englisch).
16. ↑  The Perth Mint, Website der Münzprägeanstalten
17. ↑  The one tonne gold coin. The Perth Mint, 2016, abgerufen am 29. Dezember 2018 (englisch).
18. 1 2 3 4 5 6  Elliot Langdon: Built Perth : discovering Perth's iconic architecture. Fremantle, WA 2019, ISBN 978-1-925815-49-8.
19. 1 2  Perth – The Skyscraper Center. Abgerufen am 2. März 2021.
20. ↑  QV1 Tower – The Skyscraper Center. Abgerufen am 2. März 2021.
21. 1 2  QV1 Building | QV1 Perth. Abgerufen am 2. März 2021 (australisches Englisch).
22. ↑  Emma Young: Civic Heart jumpstart: Landmark South Perth towers approved after seven-year saga. 4. Februar 2020, abgerufen am 2. März 2021 (englisch).
23. ↑  Graham McKay: Misfits’ Guide to PERTH. In: misfits' architecture. 3. Januar 2017, abgerufen am 2. März 2021 (amerikanisches Englisch).
24. ↑  Shipwrecks of the Metro Region. Shipwreck Database, Western Australian Museum, abgerufen am 1. Januar 2019 (englisch).
25. ↑  Elizabeth Quay. Abgerufen am 1. März 2021 (australisches Englisch).
26. ↑  Elizabeth Quay West – The Skyscraper Center. Abgerufen am 1. März 2021.
27. ↑  Perth City Link - Overview. Abgerufen am 3. März 2021 (englisch).
28. ↑  Yagan Square. Abgerufen am 1. März 2021 (australisches Englisch).
29. ↑  Transport Department of Infrastructure: Perth City Deal. Abgerufen am 1. März 2021 (amerikanisches Englisch).
30. ↑  About Perth Festival. In: perthfestival.com.au. Perth International Arts Festival, abgerufen am 16. August 2013 (englisch).
31. ↑  Lake Richmond. Parks and Wildlife Service, Government of Western Australia, 2017, archiviert vom Original am 2. Januar 2019; abgerufen am 1. Januar 2019 (englisch).
32. ↑  Forrestfield Airport Link. Public Transport Authority, 2018, abgerufen am 29. Dezember 2018 (englisch).
33. 1 2 3  Australian Bureau of Meteorology: Perth Airport Station. Beobachtungszeitraum: 1944–2013 (Sonnenstunden 1993–2013). Abgerufen am 27. April 2013.
34. ↑  Sister Cities ǀ City of Perth. City of Perth, abgerufen am 13. Januar 2023 (englisch).
35. ↑  City of Perth – Sister Cities (Memento vom 30. Mai 2015 im Internet Archive), abgerufen am 14. Oktober 2016